# خيربور (ولاية أميرية)

ولاية خيربور ((بالسندية: خيرپور رياست)‏، (بالأردوية: ریاست خیرپور)‏) كانت ولاية أميرية في الهند البريطانية على نهر السند في شمال السند في باكستان الحديثة، وعاصمتها هي خيربور. تم تأسيسها كعاصمة لفرع سوهراباني من سلالة تالبور، وتم تأسيسها بعد فترة وجيزة من سيطرة تالبور عليها في عام 1783 كواحدة من ممتلكاتهم. أما ممتلكات تالبور الأخرى فقد استولى عليها البريطانيون في عام 1843، دخلت ولاية خيربور في معاهدة مع البريطانيين، وبالتالي حافظت على استقلاليتها كولاية أميرية. اختار آخر حاكم لخيربور الانضمام إلى دولة باكستان الجديدة في عام 1947، وبذلك أصبحت ولاية أميرية لباكستان، إلى أن تم دمجها بالكامل مع غرب باكستان في عام 1955.

## وصلات خارجية
- Green Pioneers (United Nations Development Program site)